# John Edwards Holbrook
John Edwards Holbrook (ur. 30 grudnia 1794 w Beaufort w stanie Karolina Południowa, zm. 8 września 1871 w North Wrentham w stanie Massachusetts) – amerykański zoolog. Opisał wiele gatunków zwierząt.